# 大野村 (岩手県)
大野村（おおのむら）は、岩手県の北に位置していた村である。2006年（平成18年）1月1日、種市町と合併して洋野町となり廃止された。

## 歴史

### 沿革
- 1889年（明治22年）4月1日 - 町村制が施行され、旧・大野村、帯島村、水沢村、阿子木村が合併し、北九戸郡大野村が成立。
- 1897年（明治30年）4月1日 - 南九戸郡と北九戸郡が合併し、九戸郡となる[1]。
- 1955年（昭和30年）1月1日 - 軽米町上館の一部を編入。
- 1955年（昭和30年）7月1日 - 大野村の一部を軽米町へ編入。
- 2006年（平成18年）1月1日 - 種市町と合併し、洋野町となった。

## 行政
- 最後の村長：佐々木 祥吉（ささき しょうきち・1998年3月20日就任）

## 交通

### バス
- 高速バス
  - 岩手県北バス
    - ウィンディ ： 盛岡駅 ⇔ 陸中大野（おおのキャンパス）
- 路線バス
  - 岩手県北バス（JRバス東北廃止代替路線）
    - 軽米 - 大野線 ： 軽米病院前 ⇔ 陸中大野
    - のるねっとKUJI大野線： 久慈駅 ⇔ 陸中大野

  - 南部バス
    - 八戸 - 大野線 ： 八戸小中野バスセンター ⇔ 陸中大野
      - （洋野町となって以降の2008年1月1日付けで、八戸側の発着地を八戸ラピアバスターミナルに変更）

### 道路
- 一般国道
  - 国道395号
- 主要地方道
  - 青森県道・岩手県道11号八戸大野線
- 一般県道
  - 岩手県道153号侍浜停車場二ツ屋線
  - 岩手県道164号明戸八木線
  - 岩手県道269号明戸種市線
  - 岩手県道292号大野山形線